# Criptojudaísmo
Criptojudaísmo es la adhesión confidencial al judaísmo mientras se declara públicamente ser de otra fe. A las personas que practican criptojudaísmo se les refiere como judaizantes o criptojudíos. El término criptojudío también se utiliza para describir a descendientes de judíos que todavía –en general en secreto– mantienen algunas costumbres judías, a menudo mientras se adhieren a las otras religiones, más comúnmente el cristianismo.
Los criptojudíos mantienen sus rituales y costumbres básicas, aunque la mayoría de los descendientes han perdido estas tradiciones. Sin embargo, algunas se conservan todavía en ciertos descendientes criptojudíos Bnei Anusim en España y América Latina.
- Respetar las festividades judías tradicionales.
- No comer carne de ciertos animales considerados impuros, por ejemplo de cerdo, liebre, conejo, asno, caballo, tortuga etc.
- El faenar o sacrificar al animal (antes de consumirlo) por medio del método tradicional de shejitá.
- Salar la carne antes de consumirla y otras costumbres kashrut.
- Hacer pan sin utilizar levadura durante la festividad de Pésaj.
- Cumplir con la circuncisión de los varones.
- Guardar el Shabat, es decir, abstenerse de realizar ciertas labores durante el día sábado.
- Cubrirse la cabeza al rezar o durante las comidas, especialmente los hombres.
- Cubrir los espejos durante el luto, especialmente tras el fallecimiento de un familiar, como parte de las costumbres del Shiv'ah (שִׁבְעָה).
- Encender velas los viernes por la tarde, costumbre que a veces se justificaba como una devoción mariana o como parte de ritos domésticos cristianos.[2]

## En Europa

### España y Portugal
El arribo y asentamiento de judíos a la península ibérica está descrito en la leyenda que relata su desplazamiento desde Israel en época del rey Salomón. Esto debió ser entre los años 970 y 931 a. C. Sin embargo, su presencia histórica coincide con la conquista romana de tierras hispanas. Entre los siglos I y II d. C., judíos fugitivos se establecieron en África del norte y de allí pasaron a la península ibérica, todo esto después de que se produjera la destrucción de Jerusalén por las legiones romanas. Los judíos migrantes se referían a la zona peninsular como Sefaraad, de ahí se debe el gentilicio de sefarditas dado en ese entonces a los judíos que allí residieron. Los sefarditas convivieron con musulmanes y cristianos durante varios siglos, en los que se apoyaron o resistieron según las circunstancias de cada época. Siempre en medio de presiones y agresiones "normales", dada la estrecha relación territorial de pueblos con culturas muy diferentes.
En la Edad Media y Moderna, en España y Portugal, los llamados también marranos y conocidos en las Islas Baleares como chuetas fueron aquellos judíos que se declararon públicamente católicos debido a presiones fuertes en su contra provenientes principalmente de la mayoría católica de estos países, pero se adhirieron al judaísmo en privado. Su número creció espectacularmente desde los pogromos de 1391 y los últimos siglos de la Edad Media, lo cual originó el problema converso y su discriminación (revuelta de Pedro Sarmiento y estatutos de limpieza de sangre), así como su vigilancia por la Inquisición española, sin que se acabara el problema después del Edicto de Granada o de la Alhambra de 1492 de expulsión de los judíos de España. Oficialmente eran conocidos como cristianos nuevos y había legislación dirigida contra ellos tanto en España como en Portugal y sus respectivas colonias.
El criptojudaísmo no es una calificación contemporánea a los hechos, sino una forma de definir el pseudo-judaísmo de los judaizantes. Muchos de los rituales criptojudíos que citan las fuentes inquisitoriales o cristianas contemporáneas son calumnias: asesinatos rituales de niños (Santo Niño de la Guardia), profanación de los sacramentos (actividad que también se atribuía al ámbito de la brujería, como estudian entre otros Julio Caro Baroja). Debe tenerse en cuenta que la religiosidad popular nunca ha coincidido con la ortodoxia de las religiones oficiales; en el caso del criptojudaísmo menos aún. Cuando los marranos y sus descendientes se reencuentran con las comunidades sefardíes fuera de España, el choque cultural viene por ambas partes, y ninguno reconoce al otro. Hubo conversos que llegaron a poner en valor el hecho mismo de haberse bautizado públicamente sin haber renegado en su conciencia de la fe, y conectaban su peripecia vital con la esperanza milenarista en la llegada de un Mesías (que incluso podía especularse podía ser converso o marrano).

### Rusia y países de Europa del Este
Muchos criptojudíos viven en Rusia y otros países de Europa del Este. Después del final del comunismo algunos se han declarado públicamente judíos. Esto hace suponer que en varios países musulmanes existen diferentes tipos de criptojudíos. Los antepasados de los Daggatuns probablemente han escondido sus prácticas judías por muchos años después de su adopción solo de “nombre” al Islam.

### Alemania
Tras la persecución judía por parte de los nazis en la Segunda Guerra Mundial, se incrementó el número de criptojudíos en los países ocupados por las fuerzas alemanas. Los judíos volvían a ser blanco de los propios países a donde habían emigrado. Muchos judíos europeos principalmente alemanes y polacos emigraron hacia Sudamérica, Estados Unidos y a otros países. Entre los que se quedaron hubo quienes decidieron esconder su identidad judía convirtiéndose en criptojudíos.
Gran cantidad de judíos fueron ejecutados en los campos de concentración nazis, aunque algunos lograron salvar sus vidas gracias a estar ocultos. No fue hasta la caída del Muro de Berlín entre 1989 y 1990 cuando muchos criptojudíos alemanes pudieron declarar su religión abiertamente. Existen aún los que se mantienen como criptojudíos por decisión propia o ciertas presiones. En la actualidad (2006) un grupo considerable de criptojudíos, en todo el mundo, están intentando volver a ser aceptados y reconocidos por la comunidad judía.

## En África y Medio Oriente
El fenómeno criptojudío, sin embargo, se remonta a épocas anteriores, como los judíos forzados o presionados por los soberanos de los países a donde emigraron, teniendo que mantener en secreto sus rituales judíos. El padre de Maimónides, por ejemplo, tuvo que declararse seguidor del Islam durante las persecuciones almohades en al-Ándalus en 1146. Algunos judíos seguidores de Shabtai Tzvi (conocidos como "Dönmehs") y después de Jacob Frank (conocidos como "Frankistas") terminaron siendo convertidos al islam y al catolicismo, respectivamente, pero manteniendo aspectos de sus versiones de Judaísmo Mesiánico.

## En América

### Norteamérica
Hay tres componentes históricos distintos de las raíces coloniales del criptojudaísmo, en gran parte restringido a territorios ocupados por España, cada uno con aspectos geográficos y cronológicos distintos: raíces coloniales tempranas en todo el territorio novohispano, pero fue mucho más evidente en la provincia del Nuevo Reino de León (actual Nuevo León) y las provincias fronterizas de más al norte como Texas, Nuevo México y California. Las costumbres criptojudías tienen historias complicadas y están empotradas en una amalgama de tradiciones cripto-católicas y judías. En muchos sentidos, las prácticas judías se veían reflejadas en las costumbres indígenas que estaban bajo un poco estricto velo católico.

#### Inicio de la colonización española a partir de 1500

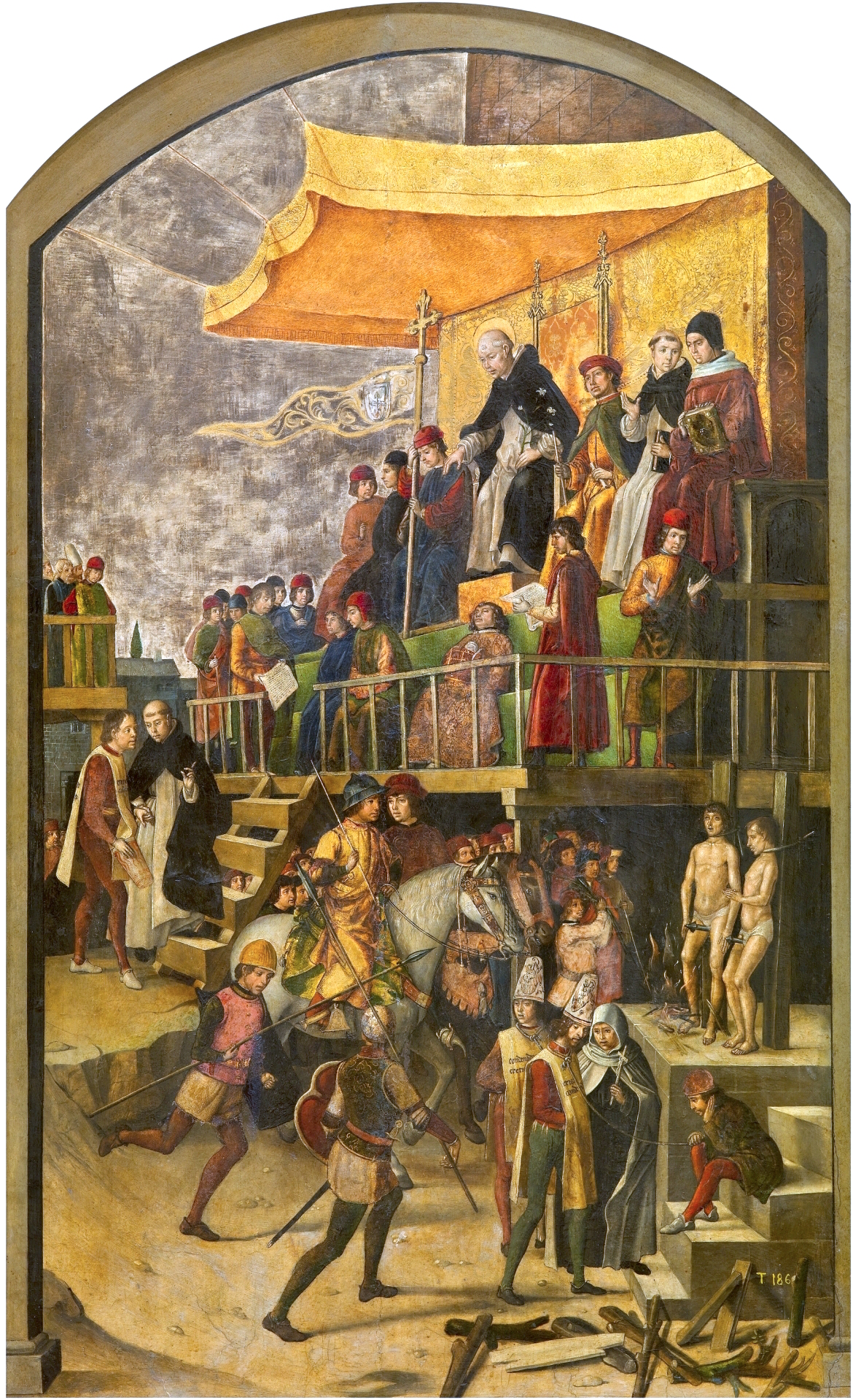
Auto de fe pintado por Pedro Berruguete en 1475.

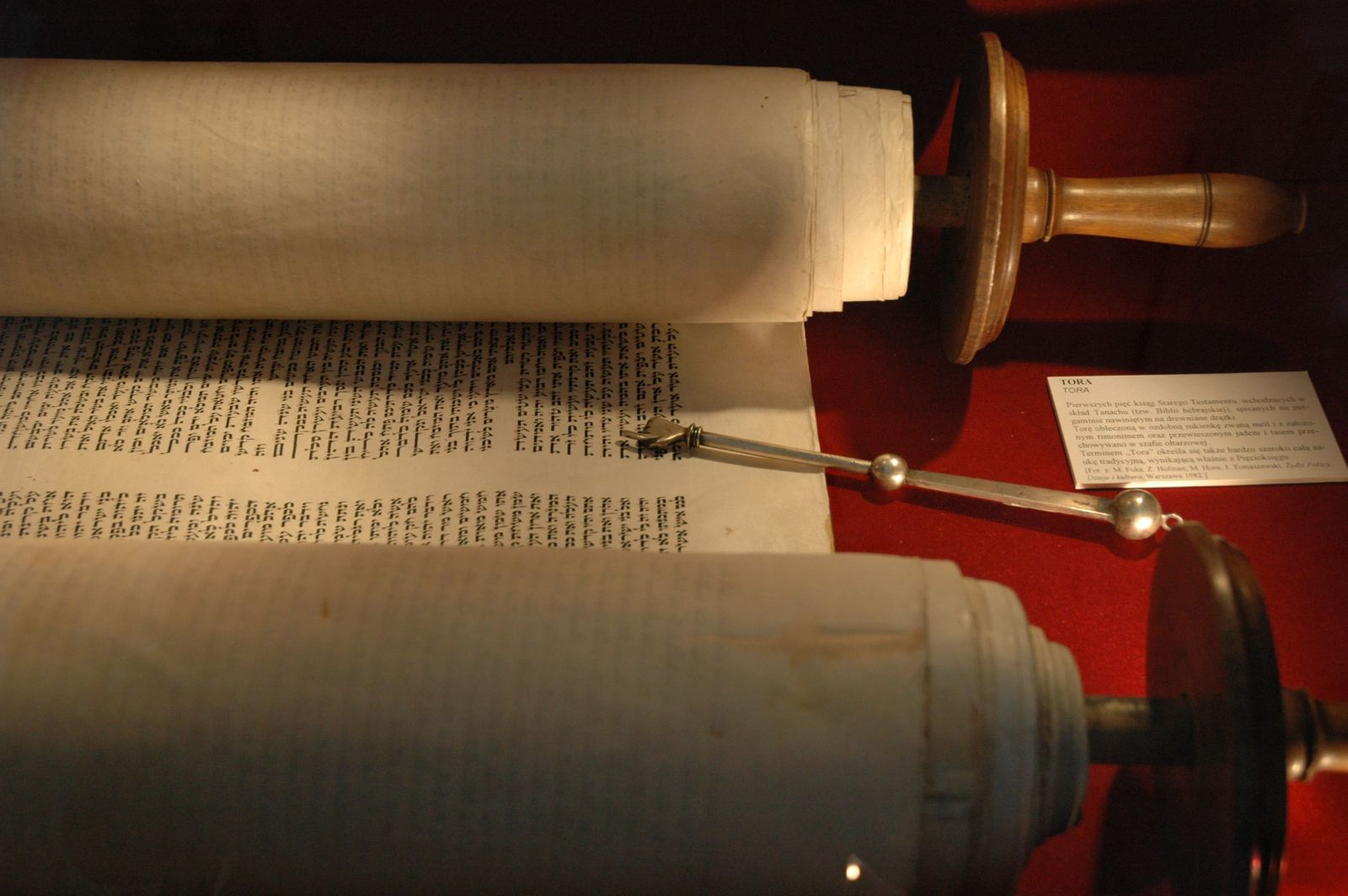
Torá.

En los primeros días de la colonización europea en México, criptojudíos conversos tanto de España como de Portugal llegaron al puerto mexicano de Veracruz y de ahí a la Ciudad de México (el revitalizado Tenochtitlán). En las colonias españolas existía un ambiente más relajado en lo concerniente a la Inquisición.
Muchos de los inmigrantes de Portugal eran judíos que anteriormente habían inmigrado a Portugal por causa de la expulsión judía de España de 1492. Sin embargo, un decreto similar pero posterior en Portugal fue hecho público en 1497, por lo cual muchos niños judíos fueron eficazmente convertidos, teniéndolos bajo la tutela del estado a menos que los padres también se convirtieran. Por lo tanto, numerosos emigrantes criptojudíos en las primeros días de la colonización de la Nueva España eran técnicamente portugueses de primera a segunda generación con raíces españolas. El número de tales emigrantes portugueses era suficientemente importante como para que la etiqueta de "Portugués" fuera sinónimo de "Judío" en todas las colonias españolas. La inmigración a México ofreció posibilidades comerciales lucrativas en una colonia ya bien asentada con la cultura española naciente, contrapesada por una población grande no cristiana. Fue premeditada y planeada en gran parte que las actividades de la Inquisición serían más relajadas en las colonias, dado que los asentamientos humanos eran constituidos de forma predominantemente por gente indígena no cristiana.
No obstante, los funcionarios españoles muy pronto encontraron y clausuraron sinagogas clandestinas en la Ciudad de México. Ya en este punto, los administradores de las colonias instituyeron la ley de la "Pureza de Sangre", que prohibía la migración a México de los Nuevos Cristianos, es decir, cualquier persona que no podía demostrar ser antiguo en el cristianismo, por lo menos durante las tres últimas generaciones.
Durante esos tiempos fue instituida formalmente la Inquisición mexicana para asegurar la ortodoxia de todos los emigrantes en México. La inquisición de México también fue desplegada de la manera tradicional para asegurar la ortodoxia de la población indígena nativa ya "convertida". Los primeros quemados en la hoguera o "auto de Fe" por la Inquisición Mexicana fueron en gran parte los indígenas convertidos condenados por herejía o los criptojudíos condenados por la recaída en su fe ancestral o prácticas poco ortodoxas relativas a costumbres judías.
Cabe señalar que la migración de criptojudíos "convertidos" de los primeros días de la colonia a México no continuó después de la ley de la "Pureza de Sangre".

#### Nuevo León (México) en la colonización de 1590 a 1600

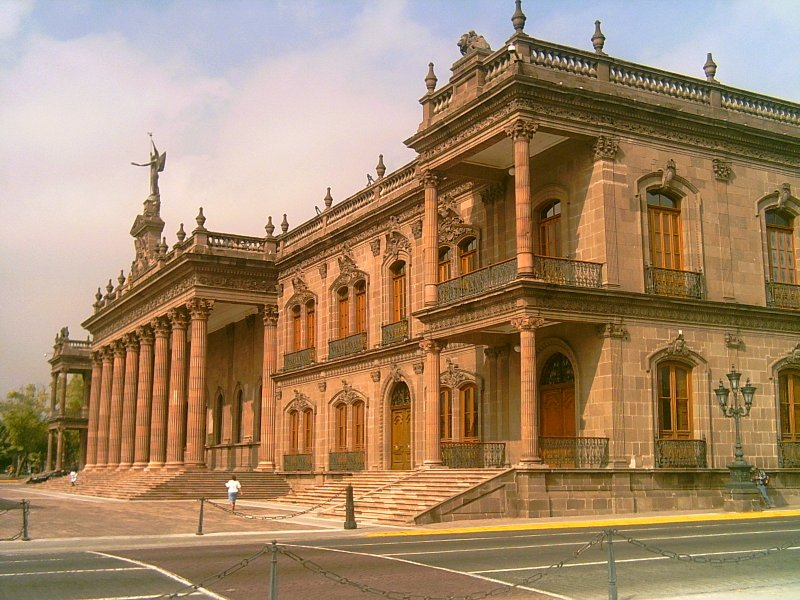
El Palacio de Gobierno de Nuevo León, México, fue lugar de culto de los criptojudíos.

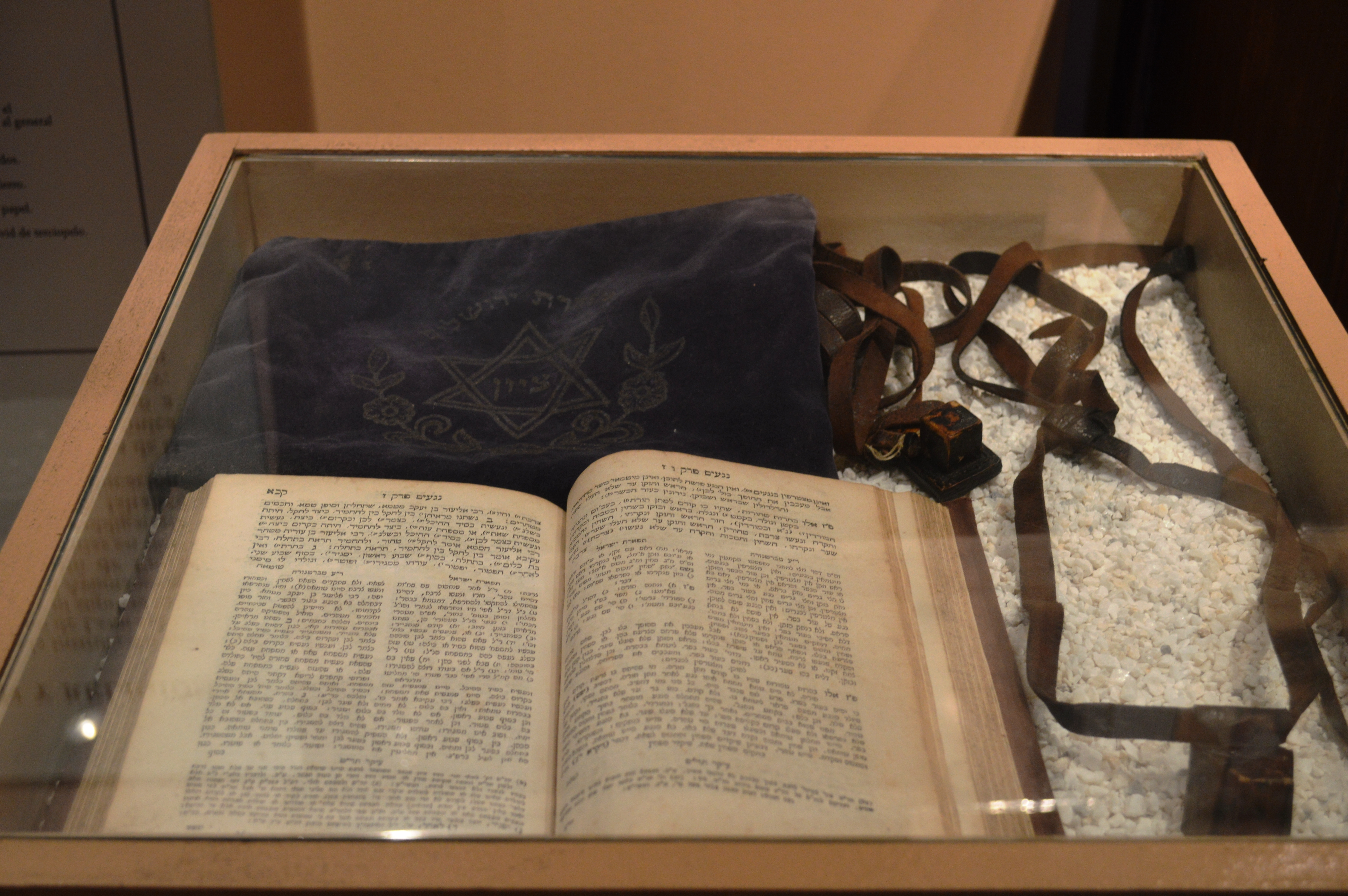
Objetos judíos en el museo Metropolitano de Monterrey.

La historia de la colonización de México puede ser descrita como una expansión hacia el norte sobre una geografía cada vez más hostil y bien fincada por tribus hostiles y confederaciones aisladas de pueblos indígenas. Esta expansión fue financiada en gran parte por la explotación de la riqueza de mineral, la explotación de indígenas para el trabajo en las minas y el establecimiento de ranchos de ganado. Una región muy problemática era la gran extensión que cubría el cuadrante noreste de la geografía de México. Chichimecas, Apaches y otras tribus habían demostrado ser inmunes a la cristianización y era casi imposible crear "asentamientos". Esa zona fue percibida en general como una región sin resolver y sin ley.
Luis de Carvajal y de la Cueva fue contador y posteriormente tesorero de la Corona portuguesa y un “nuevo cristiano”. En 1573, durante las campañas de sofocación de los nativos de la región de Xalpa, Luis de Carvajal y de la Cueva participó en una expedición comandada por el capitán Francisco de Puga, hacia el norte de México, internándose hasta la población de Mazapil, en lo que ahora es San Luis Potosí.
Este viaje es de extrema importancia, ya que en el mismo Carvajal trabó amistad con un grupo de aventureros, principalmente de nacionalidad portuguesa, quienes ya habitaban en la zona. Estos personajes eran como él, judíos conversos en su mayoría. Dentro del grupo encontramos, entre otros, a Alberto del Canto, Diego de Montemayor, Gaspar Castaño de Sosa y Manuel de Mederos.
Tiempo después, Luis de Carvajal y de la Cueva recibió una carta real para asentarse en una gran extensión de la hostil frontera en el noreste de México, la cual nombró Nuevo Reino de León, en la actualidad Nuevo León. Aparentemente, Carvajal y de la Cueva recibió una disculpa del rey de España que permitía que cualquier nuevo cristiano pudiera asentarse en esta región. Esta exención hizo posible que un número significativo de nuevos cristianos decidiera ir a afincarse en esa hostil región, ya que no les era permitido vivir o arribar en otra región de México. Carvajal cargó naves en Portugal y la lista de pasajeros se piensa que pudo haber consistido exclusivamente en nuevos cristianos.
Con Carvajal como gobernador, establecieron una colonia en la ciudad de Monterrey, actualmente ciudad del Estado de Nuevo León. Años después llegaron varios informes a la Ciudad de México, en los que se demandaba específicamente la práctica de rituales judíos precisamente en esa provincia norteña y los pocos esfuerzos que se hacían para convertir a los indígenas paganos. El gobernador, todos los miembros inmediatos de su familia y otros personajes fueron llamados a comparecer ante la Inquisición en la Ciudad de México. Fueron arrestados y encarcelados. El gobernador murió posteriormente en la cárcel, mientras que "rehabilitaron" a los miembros de su familia. Uno de éstos era Ana Carvajal, sobrina del gobernador. Ella y otros fueron arrestados otra vez y condenados a quemarse en la estaca por recaer. Los sobrinos del Gobernador cambiaron su nombre a Lumbroso. Uno de éstos era José Lumbroso, también conocido como Luis de Carvajal el Mozo, que se dice se circuncidó en el desierto para ajustarse a la ley judía. Otros dos sobrinos también cambiaron sus nombres a Lumbroso y se hicieron rabinos famosos en Italia.
Durante el tiempo en el cual el gobernador Carvajal estaba en el cargo, la ciudad de Monterrey se convirtió en el blanco de la migración de otros criptojudíos que sentían la presión de la Inquisición mexicana en el sur. Así, la historia de Nuevo León y la fundación de Monterrey se distingue de otras comunidades mexicanas por albergar abiertamente una comunidad criptojudía. Así mismo, las ciudades del norte del Estado de Tamaulipas, fueron fundadas por familias de origen judío, tales como los Garza, de la Garza, Falcón, etc., provenientes todas ellas del Estado de Nuevo León. Otras comunidades judías existieron en México hasta la inmigración de las comunidades de ashkenazíes a finales de 1800 y 1900.

#### Territorios exespañoles y mexicanos en los siglosXVIIyXVIII
Debido a las actividades de la Inquisición Mexicana en Nuevo León, casi todos los descendientes de criptojudíos emigraron a otras colonias de la frontera más al oeste de las rutas de comercio, pasando por pueblos de la Sierra Madre Occidental y Chihuahua y el norte de la ruta de comercio a El Paso (Texas) y a Santa Fe (Nuevo México), y algunos pocos en California.

### El Caribe
A Cuba llegaron oficialmente los judíos a comienzos del siglo XX. En los 400 años de dominio español hasta 1898 no se permitió la inmigración judía ni la presencia de judíos en esta zona. Aun así, existen ciertas evidencias de que hubo pequeños grupos de judíos y del aporte al desarrollo económico de la isla, muy probablemente por criptojudíos. Se tienen datos de judíos que fueron juzgados por la Inquisición entre los siglos XVI y XVIII.
Puerto Rico alberga la comunidad judía más grande del Caribe. La migración judía comienza entre mediados y finales del siglo XIX proveniente de diversas partes de Europa, como Francia, Holanda y posiblemente algunos criptojudíos de España y de las Canarias.
Durante la colonia española, se practicó el judaísmo solapadamente o poco vistoso debido a la hegemonía católica del Imperio Español, pero existe evidencia de ciudadanos prominentes y comunes conocidos como judíos públicamente, aunque hubo conversiones debido a matrimonios con puertorriqueños católicos, así como camposantos judíos. Luego del cambio de gobierno en el año 1898, los soldados judíos practicaron con total libertad su religión pero no se fundó una sinagoga debido a su estado transitorio.
Los exiliados judíos cubanos y los inmigrantes judíos argentinos dieron fuerza a la congregación conservadora y los judíos de origen norteamericanos fundaron la rama reformista en la Puerto Rico, a la cual pertenece la mayor parte de los puertorriqueños conversos al judaísmo. Algunas familias se han convertido al judaísmo porque aseguran que sus antepasados fueron secretamente judíos durante el siglo XIX o principios del XX, descendientes quizás de judíos provenientes de otras islas caribeñas que no pertenecían a España.
Otro grupo importante llegó después de la Segunda Guerra Mundial. Durante la Revolución Cubana, un número considerable de judíos y criptojudíos arribaron a Puerto Rico. Debido a la cultura cristiana y a la gran cantidad de católicos en Puerto Rico, algunos judíos se convirtieron al cristianismo por decisión propia o se vieron forzados a ello. Otros se han ido convirtiendo por haber perdido noción de su origen judío, así como por asimilación cultural.
La Española recibió muchos judíos sefardíes desde el primer viaje de Cristóbal Colón. Después, muchos comerciantes judíos llegaron al extremo oriental de la isla durante los siglos XVI y XVII. Para los siglos XVIII y XIX, hubo una migración de varias familias sefarditas de Curazao por causa de una crisis económica.

### Centroamérica
Desde los primeros tiempos de la colonia, los criptojudíos estuvieron presentes en el Istmo. Los sefardíes que llegaron a costas centroamericanas, a lo largo de las primeras expediciones españolas durante la conquista, tuvieron que disimular su fe y tradiciones debido a las restricciones que habían.
Cuando Rodrigo de Bastidas llegó a las Indias (América), específicamente al istmo de Panamá, en 1501, lo acompañaban de cristianos nuevos o conversos recientes a la fe católica.

En 1516, en Santa María La Antigua del Darién, se mencionaba la presencia de judíos que proliferaban debido a la llegada de otros conversos. Esto generó la preocupación del obispo franciscano fray Juan de Quevedo, quien se sentía inquisidor y quería a apresarlos. Lo que es seguro, es que estos conversos se trasladaron a la ciudad Nuestra Señora de la Asunción de Panamá, fundada por Pedrarias, en el Pacífico panameño.
El tránsito de judíos por el Istmo quedó en evidencia en las frases de Domínguez Ortiz, quien escribió: «(…) desde Cartagena o Portobelo, fueron llegando tantos marranos al Perú que causaban preocupación a las autoridades y celos a los negociantes españoles que veían en ellos unos competidores peligrosos». 
Cabe destacar las figuras de los hermanos Gutiérrez y Toledo, miembros de la famosa familia judeoconversa de apellido "de Pisa", eran bisnietos de Juan Rodríguez de Pisa su fundador, quien había sido quemado post-mortem. Don Felipe Gutiérrez y Toledo, Gobernador de Veragua, dirigió un movimiento migratorio de algunos de sus parientes criptojudíos de Almagro y Toledo hacia esta región en 1534. Entre ellos encontramos a Diego Sánchez [hijo de Diego Rodríguez de Pisa]; García Flores de Pisa [hijo del bachiller Gonzalo de Pisa]; Alonso de Pisa [hijo de Diego de Pisa]; Alonso de Pisa y su hermano Diego de Pisa [hijos del doctor García de Pisa].

Don Diego Gutiérrez y Toledo fue autorizado, según nuevo asiento, de 29 de noviembre de 1540, a descubrir y poblar, como gobernador y capitán de Veragua.Diego provenía de familias judeoconversas, era judío halájico según la ley judía. Su madre fue doña María Rodríguez de Pisa, una mujer criptojudía que logró escapar de la inquisición con astucia y dinero. Ella era la mujer del tesorero real del emperador Carlos V, don Alonso Gutiérrez de Madrid, uno de los hombres más ricos del reino.
«(…) e que oyo dezir sobre lo susodicho que avia estado presa la muger del dicho Tesorero (…)».
Mientras tanto, Nombre de Dios y Portobelo se convirtieron en lugares preferidos por los judaizantes portugueses, ya que eran puntos obligados de flotas y galeones; es por eso que el Istmo se convirtió en un lugar de paso para dirigirse a los virreinatos de México y Perú. Mientras que, en las ferias de Portobelo, que atraían a un sinnúmero de tratantes extranjeros, estos obtenían cuantiosas ganancias.
En la Ciudad de Panamá La Vieja, también se destacaron otras personalidades de origen converso por su riqueza. Don Francisco Núñez de Silva, quien se dedicaba al comercio, tenía una fortuna de 82.720 en pesos de 8, en 1570. Y, Ventura de Medina y su hermano Juan Alonso de Medina, tenían una fortuna de 96.507, en pesos de 8, en 1570.

### Sudamérica
Un destino relativamente seguro para judíos sefarditas conversos durante el periodo colonial fue Santa Cruz de la Sierra, en la actual Bolivia. En 1557 varios criptojudíos de Paraguay acompañaron a Ñuflo de Chávez y estuvieron entre los pioneros que fundaron la ciudad de Santa Cruz de la Sierra. Durante el siglo XVI algunos marranos se asentaron en las ciudades de Potosí, La Paz y La Plata, pero pronto obtuvieron éxito económico en la minería y el comercio y sufrieron la persecución de las autoridades locales y la Inquisición, quienes los acusaban de judaizantes. Estas familias en su mayoría abandonaron sus casas y negocios y también partieron hacia Santa Cruz, ya que era el asentamiento español más aislado y la Inquisición no llegó a molestar a los conversos de Santa Cruz por tener esta ciudad el rol de frente de contención para las constantes invasiones de los bandeirantes portugueses y los indígenas guaraníes. Muchos de estos judíos conversos se establecieron permanentemente en la ciudad de Santa Cruz de la Sierra y sus pueblos aledaños, tales como Vallegrande, Postrervalle, Portachuelo, Terevinto, Pucará, Cotoca, Pereira y otros que se fueron poblando con familias de Santa Cruz.
Curiosamente, es un hecho que muchas de las familias católicas más tradicionales de Santa Cruz son de origen judío. Algunos rasgos de esta presencia judía aún se mantienen vivos y han influenciado la cultura local. Hasta las primeras décadas del siglo XX, varias familias cruceñas guardaban candelabros de siete ramas y servían platos preparados de manera que recuerda a la cocina kosher. Algunas familias antiguas aún acostumbran encender velas los viernes al anochecer, y llorar sentados en el suelo la muerte de sus parientes queridos. Después de casi cinco siglos, algunos miembros de estas familias aún reconocen su origen judío, pero practican el catolicismo (en algunos casos con sincretismos judíos). Existen también descendientes de conversos sefarditas que huyeron al Perú, principalmente en la sierra norte y la ceja de selva norte del Perú.

#### En Colombia

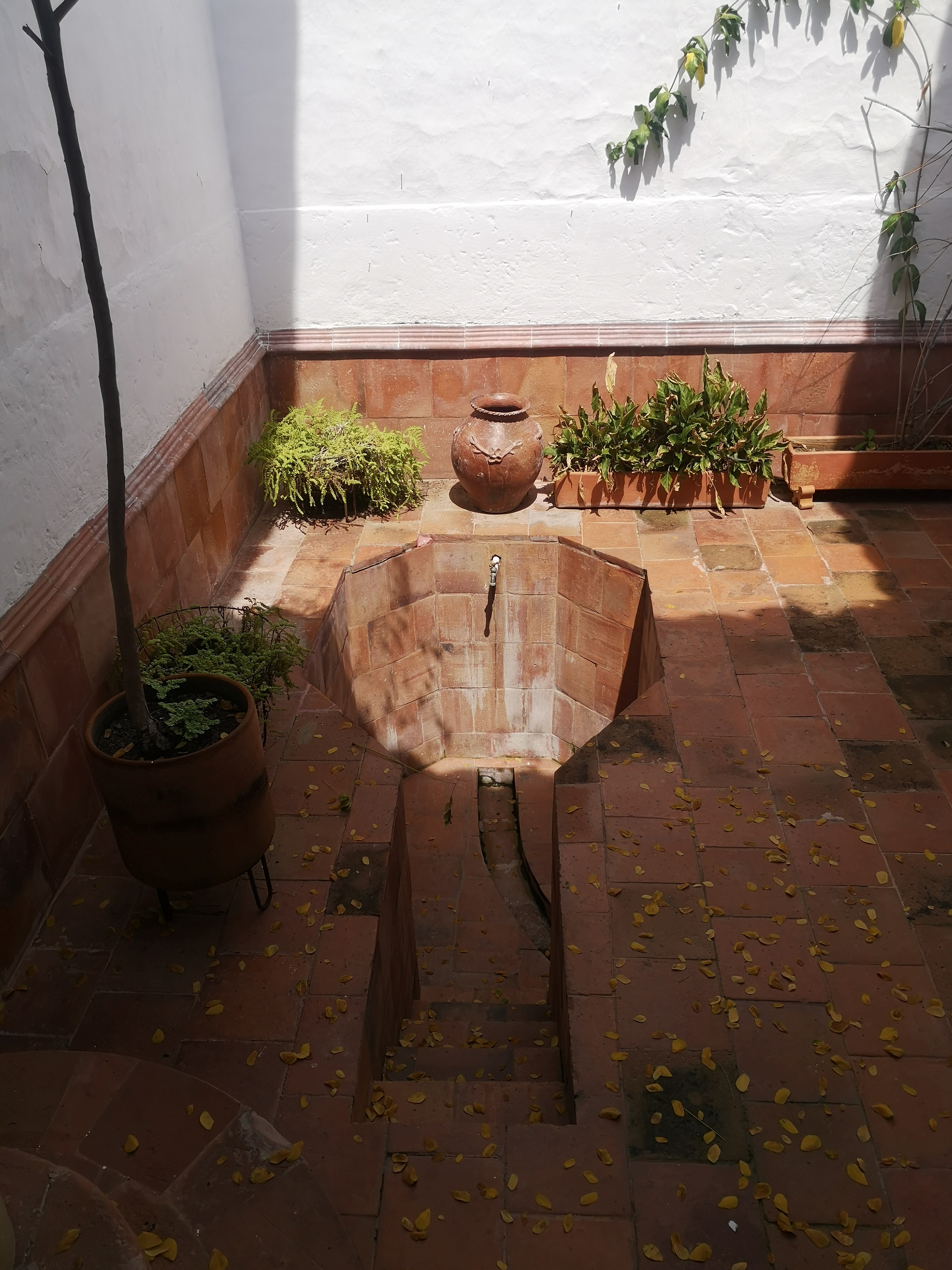
Alberca paisa, elemento central en la arquitectura paisa, que tiene su origen en el Mikve

En el departamento de Antioquia, Colombia, muchas familias tienen costumbres y llevan a cabo rituales tradicionales al parecer de origen judío, historias y recuerdos de su origen judío transmitidos de forma oral. En esta población, mediante el análisis genético del cromosoma Y se ha mostrado un origen de los fundadores predominante de la España meridional, pero también sugiere que una fracción vino del norte de Iberia y algunos tenían posiblemente un origen sefardita.